# PRML
| Sigles de 2 caractères   |
| Sigles de 3 caractères   |
| ► Sigles de 4 caractères |
| Sigles de 5 caractères   |
| Sigles de 6 caractères   |
| Sigles de 7 caractères   |
| Sigles de 8 caractères   |

Dans le domaine du stockage informatique, PRML est le sigle de Partial Response Maximum Likelihood.
C'est la méthode de conversion du signal analogique (issu de la tête de lecture magnétique) en un signal numérique.